# Fort Ertij
El Fort Ertij és una fortificació que data del segle xiii que està situada sobre un pujol adjacent al llogaret de Arpi a la província Vaiots Dzor al país asiàtic d'Armènia.

## Situació de les ruïnes
Prop de la gola excavada pel riu Arpa es localitza un santuari rupestre de Jrovank. En el bord sud d'aquesta gola es troben les ruïnes de l'antic Fort de Ertij datat del segle xiii.